# BRIT Awards/British Dance Act
Der Brit Award for British Dance Act wurde erstmals 1994 im Rahmen der BRIT Awards von der British Phonographic Industry (BPI) verliehen. Er richtet sich an britische Musiker, die musikalisch dem Musikstil Dance zuzuordnen sind.
Die Gewinner und Nominierten werden von einem Komitee bestehend aus über eintausend Mitgliedern gewählt. Das Wahlkomitee besteht aus verschiedenen Mitarbeitern von Plattenfirmen und Musikzeitschriften, Manager und Agenten, Angehörigen der Medien sowie vergangene Gewinner und Nominierte.
Der Award wurde von 1994 bis 2004 vergeben. 2022 wurde die Verleihung des Awards erneut aufgenommen.

## Übersicht
| Jahr        | Sieger                | Nominierte                                                             |
| ----------- | --------------------- | ---------------------------------------------------------------------- |
| 1994        | M People              | - Apache Indian - Jamiroquai - The Shamen - Stereo MCs                 |
| 1995        | M People              | - The Brand New Heavies - Eternal - Massive Attack - The Prodigy       |
| 1996        | Massive Attack        | - Eternal - Leftfield - M People - Tricky                              |
| 1997        | The Prodigy           | - The Chemical Brothers - Jamiroquai - Mark Morrison - Underworld      |
| 1998        | The Prodigy           | - The Brand New Heavies - The Chemical Brothers - Eternal - Jamiroquai |
| 1999        | Fatboy Slim           | - All Saints - Faithless - Jamiroquai - Massive Attack                 |
| 2000        | The Chemical Brothers | - Basement Jaxx - Fatboy Slim - Jamiroquai - Leftfield                 |
| 2001        | Fatboy Slim           | - Artful Dodger - Craig David - Moloko - Sonique                       |
| 2002        | Basement Jaxx         | - Craig David - Faithless - Fatboy Slim - Gorillaz                     |
| 2003        | Sugababes             | - The Chemical Brothers - Groove Armada - Jamiroquai - Kosheen         |
| 2004        | Basement Jaxx         | - Goldfrapp - Groove Armada - Kosheen - Girls Aloud                    |
| 2005 – 2021 | nicht vergeben        | nicht vergeben                                                         |
| 2022        | Becky Hill            | - Calvin Harris - Fred Again - Joel Corry - Raye                       |
| 2023        | Becky Hill            | - Bonobo - Calvin Harris - Eliza Rose - Fred Again                     |
| 2024        | Calvin Harris         | - Barry Can't Swim - Becky Hill - Fred Again - Romy                    |
| 2025        | Charli XCX            | - Becky Hill - Chase & Status - Fred Again - Nia Archives              |

## Mehrfachsieger und -nominierte

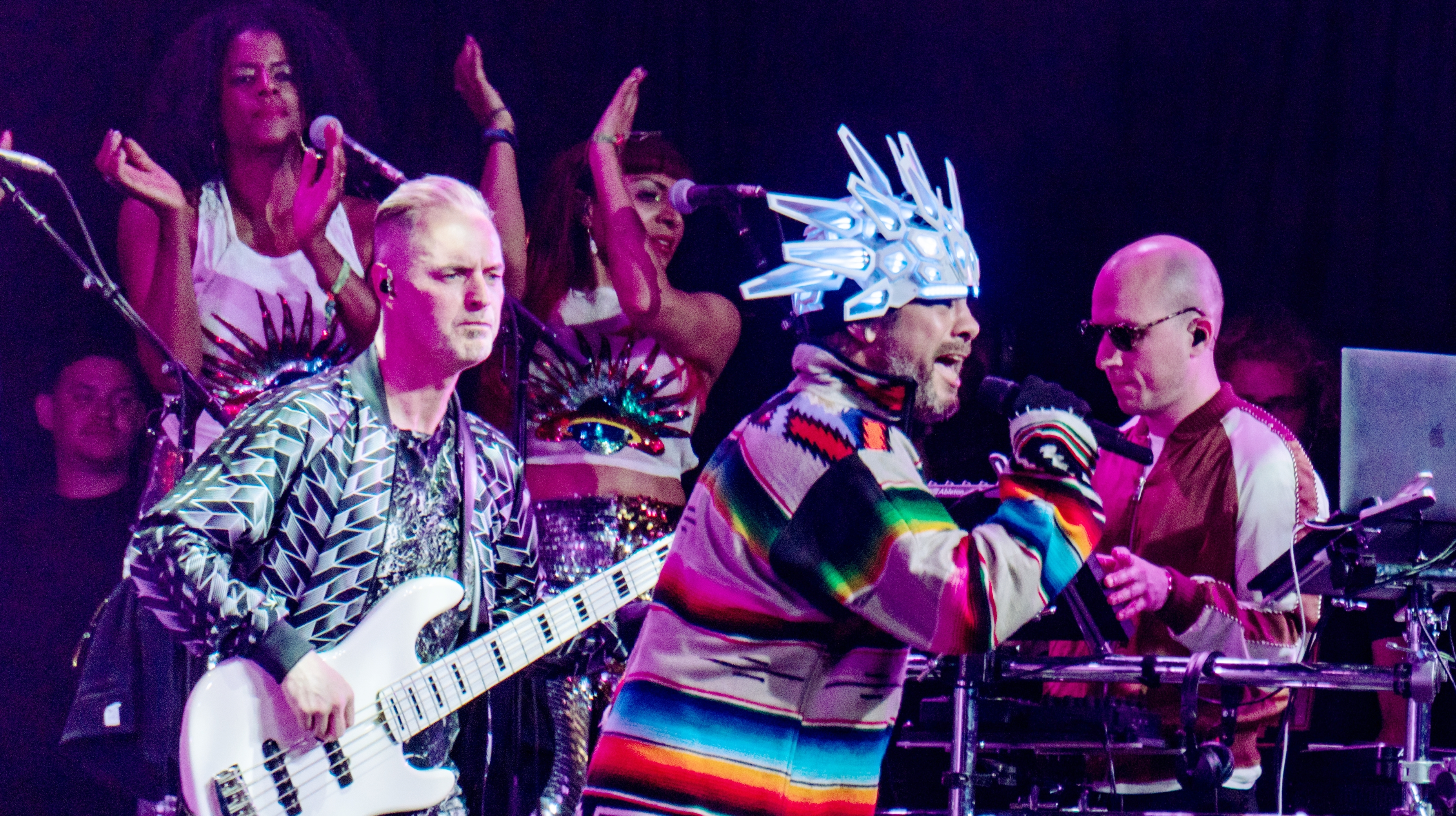
Jamiroquai waren sechs Mal nominiert, gewannen jedoch kein einziges Mal

Stand: 2025
| Nominations | Artist                |
| ----------- | --------------------- |
| 6           | Jamiroquai            |
| 4           | Becky Hill            |
| 4           | The Chemical Brothers |
| 4           | Fatboy Slim           |
| 4           | Fred Again            |
| 3           | Basement Jaxx         |
| 3           | Eternal               |
| 3           | Calvin Harris         |
| 3           | Massive Attack        |
| 3           | M People              |
| 3           | The Prodigy           |
| 2           | The Brand New Heavies |
| 2           | Craig David           |
| 2           | Faithless             |
| 2           | Groove Armada         |
| 2           | Kosheen               |
| 2           | Leftfield             |

| Awards | Artist        |
| ------ | ------------- |
| 2      | Basement Jaxx |
| 2      | Becky Hill    |
| 2      | Fatboy Slim   |
| 2      | M People      |
| 2      | The Prodigy   |